# Luckenwalde
Luckenwalde è una città di 21 000 abitanti del Brandeburgo, in Germania.

È capoluogo del circondario del Teltow-Fläming.

## Storia
Il 20 settembre 1993 vennero annessi alla città di Luckenwalde i comuni di Frankenfelde e Kolzenburg.

## Società

### Evoluzione demografica
- Sviluppo della popolazione dal 1875 entro gli attuali confini (Linea Blu: Popolazione; Linea puntata: Confronto dello sviluppo della popolazione dello Stato del Brandenburgo; Sfondo grigio: Ai tempi del governo nazista; Sfondo rosso: Al tempo del governo comunista)
- Sviluppo recente della popolazione (Linea blu) e previsioni

| Anno | Abitanti |
| ---- | -------- |
| 1875 | 14 699   |
| 1890 | 19 173   |
| 1910 | 24 213   |
| 1925 | 25 625   |
| 1939 | 29 383   |
| 1950 | 31 668   |
| 1964 | 29 968   |

| Anno | Abitanti |
| ---- | -------- |
| 1971 | 29 700   |
| 1981 | 27 957   |
| 1985 | 27 487   |
| 1990 | 26 544   |
| 1995 | 24 185   |
| 2000 | 22 389   |
| 2005 | 21 373   |

| Anno | Abitanti |
| ---- | -------- |
| 2010 | 20 471   |
| 2015 | 20 358   |
| 2016 | 20 521   |
| 2017 | 20 674   |
| 2018 | 20 522   |
| 2019 | 20 582   |
| 2020 | 20 586   |

Fonti dei dati sono nel dettaglio nelle Wikimedia Commons..

## Geografia antropica

### Suddivisioni amministrative
Luckenwalde è divisa in 3 zone (Ortsteil), corrispondenti all'area urbana e a 2 frazioni:
- Luckenwalde (area urbana)
- Frankenfelde
- Kolzenburg

## Amministrazione

### Gemellaggi
Luckenwalde è gemellata con:
- Bad Salzuflen, dal 1990